# Laki Tasi
Laki Tasi (2003) è un giocatore di football americano statunitense che milita nel ruolo di defensive lineman per i Las Vegas Raiders della National Football League (NFL). È un ex giocatore di rugby passato al football americano attraverso l'International Player Pathway Program (IPPP). 

## Carriera nel rugby
Tasi, nato in Samoa, presto si spostò con i genitori e i suoi sei fratelli a Brisbane in Australia. A dodici anni cominciò a giocare rugby a 13 con i Goodna Eagles, per poi passare al rugby a 15 a livello di high school. Arrivato a pesare fino a 200 chilogrammi, nel 2023 dimagrì di 45 chilogrammi prima di passare a giocare per il GPS Rugby di Ashgrove, partecipante alla Queensland Premier Rugby.

## Carriera professionistica

### International Player Pathway Program
Nel 2022 un amico di famiglia suggerì a Tasi di passare a giocare a football americano, che però si convinse a provare solo due anni dopo. Ad inizio 2024 quindi Tasi partecipò alla NFL Academy presente nel Queensland e poi nel dicembre 2024 fu ammesso nell'International Player Pathway Program, programma della NFL finalizzato a trovare talenti al di fuori degli Stati Uniti. Diventato un defensive lineman, si allenò con Jordan Petaia nella NFL Asia Pacific Academy, per poi passare alla preparazione in vista del successivo draft presso la IMG Academy in Florida.
Tasi, con i suoi 198 centimetri di altezza e 158 chilogrammi di peso, risultò tra i defensive line più grossi ad essere selezionabili nel Draft NFL 2025, nonché gli analisti gli riconobbero la giusta tenacia e mentalità per giocare nella linea di difesa.

### Las Vegas Raiders
Tasi non fu scelto nel corso del Draft NFL 2025 e il 30 aprile 2025 firmò da undrafted free agent con i Las Vegas Raiders un contratto triennale per 2,965 milioni di dollari.